# Коленбрандер, Антониус
Антониус Теодорюс Коленбрандер (нидерл. Antonius Theodorus Colenbrander; 3 мая 1889, Jatinegara — 24 сентября 1929, Арнем) — нидерландский офицер, олимпийский чемпион по конному спорту.

## Биография
Родился в 1889 году в Нидерландской Ост-Индии. В 1914 году стал лейтенантом 1-го гусарского полка. В 1924 году принял участие в Олимпийских играх в Париже, где завоевал золотую медаль в командном первенстве в троеборье, а в личном первенстве в троеборье стал 25-м. В 1928 году принял участие в Олимпийских играх в Амстердаме, но там нидерландская команда стала лишь 10-й в конкуре, а в личном первенстве в конкуре Антониус Коленбрандер стал лишь 29-м. Скончался в 1929 году после неудачного падения с лошади на соревнованиях в Зелхеме.